# Francisco Enríquez de Almansa y Manrique
Francisco Enríquez de Almansa y Manrique (¿?-¿?), fue un noble y militar castellano, I marqués de Valderrábano.

## Orígenes familiares
Francisco Enríquez de Almansa y Manrique, fue hijo de Martín Enríquez de Almansa y Ulloa, virrey de Nueva España y de Perú, y de Ana María Manrique, hija de Juan II Fernández Manrique de Lara, marqués de Aguilar de Campoo y conde de Castañeda.

## Biografía
Francisco Enríquez de Almansa y Manrique fue comendador de Piedrabuena en la Orden de Calatrava. En 1605, el prematuro fallecimiento de su sobrino, Antonio de Luna y Enríquez de Almansa, I conde de Fuentidueña, le obligó a asumir la tutela de su hija, Ana de Luna y Mendoza, II condesa de Fuentidueña y la capitanía de los continos de las Guardias de Castilla, tradicionalmente ejercida por varones de la Casa de Fuentidueña.
El 25 de mayo de 1611, el rey Felipe III, otorga una carta de privilegio dada en virtud de otra carta de venta del mismo monarca previa, fechada el 8 de mayo de 1610 por la que vendió a Francisco, las alcabalas de los concejos y lugares de Villasila, Villamelendro, Villanuño, Villasur, Relea y otros pueblos de la merindad de Saldaña.
El 9 de septiembre de 1614, Felipe III le concedió el título de marqués de Valderrábano. Ese mismo año, la Cámara de Castilla autorizó el matrimonio de Cristóbal de Osorio y Portocarrero, heredero del II conde del Montijo, con la II condesa de Fuentidueña, su heredera en el marquesado de Valderrábano, de forma que ambas casas continúen siempre juntas y el primogénito sea marqués de Valderrábano.

## Matrimonio e hijos
Francisco Enríquez de Almansa y Manrique contrajo matrimonio con Mariana de Zúñiga y Velasco, VII condesa de Nieva, hija de Diego López de Zúñiga y Velasco, V conde de Nieva, caballero de la Orden de Santiago y IV virrey del Perú, y de María Enríquez de Almansa y Ulloa, con la que no tuvo hijos. Le sucedió la nieta de su hermana, Ana de Luna y Mendoza, II condesa de Fuentidueña.
| Predecesor: Creación | Marqués de Valderrábano 1614 - ¿? | Sucesor: Ana de Luna y Mendoza |